# Grand Prix of Long Beach (Sportwagenrennen)
Im Rahmen des Toyota Grand Prix of Long Beach findet ein Sportwagenrennen auf dem Long Beach Grand Prix Circuit in Long Beach, Kalifornien, Vereinigte Staaten statt, welches zurzeit (2013) unter dem Namen Tequila Patrón American Le Mans Series at Long Beach ausgetragen wird.

## Geschichte
Im Jahr 1990 gab es zum ersten Mal ein Sportwagenrennen im Rahmenprogramm des Grand Prix Wochenendes. Die IMSA GT Championship fuhr mit ihren beiden kleinsten Klassen, der GTO (GT Over 2.5L) und der GTU (GT Under 2.5L)-Klasse ein 1-Stunden-Rennen am Samstag vor dem Grand Prix. Es kam zu einer Wiederholung des Rennens im folgenden Jahr, danach verabschiedeten sich die Sportwagen wieder vom Grand Prix.
Erst im Jahr 2006 wurde im Rahmen der Grand-Am Sports Car Series wieder ein Sportwagenrennen ausgetragen. Es war nur die Top-Klasse mit den Daytona Prototypen am Start, Scott Pruett und Luiz Díaz gewannen das Rennen, welches nur einmalig ausgetragen wurde.
2007 übernahm die American Le Mans Series (ALMS) den Platz der Grand-Am. Das Rennen wird seitdem als 100-Minuten-Rennen ausgetragen und ist damit das kürzeste einer jeden ALMS-Saison. Bei jedem Auftritt bisher waren alle vier bzw. fünf Klassen der Serie am Start, die höchste Starterzahl wurde 2010 mit 35 Fahrzeugen erreicht.
2014 wurde das Sportwagenrennen im Rahmen der United SportsCar Championship, der Vereinigung von ALMS und Grand-Am, ausgetragen. Aufgrund der hohen Starterzahlen in der neuen Serie, waren nur die Klassen für Prototypen (P) und Le-Mans-GT-Fahrzeuge (GTLM) am Start. Die Rennlänge betrug weiterhin 100 Minuten.

## Ergebnisse
- Gesamtsieger in fett dargestellt

| Saison                        | Klasse | Fahrer                            | Team                       | Fahrzeug                    |
| ----------------------------- | ------ | --------------------------------- | -------------------------- | --------------------------- |
| IMSA GT Championship          |        |                                   |                            |                             |
| 1990                          | GTO    | Dorsey Schroeder                  | Whistler Radar             | Mercury Cougar              |
| 1990                          | GTU    | John Finger                       | Mazda Motorsports          | Mazda MX-6                  |
|                               |        |                                   |                            |                             |
| 1991                          | GTO    | Steve Millen                      | Cunningham Racing          | Nissan 300ZX                |
| 1991                          | GTU    | John Fergus                       | Full Time Racing           | Dodge Daytona               |
| Grand-Am Sports Car Series    |        |                                   |                            |                             |
| 2006                          | DP     | Scott Pruett Luis Díaz            | Chip Ganassi Racing        | Riley Mk XX-Lexus           |
| 2006                          | GT     | nicht am Start                    | nicht am Start             | nicht am Start              |
| American Le Mans Series       |        |                                   |                            |                             |
| 2007                          | LMP1   | Rinaldo Capello Allan McNish      | Audi Sport North America   | Audi R10 TDI                |
| 2007                          | LMP2   | Romain Dumas Timo Bernhard        | Penske Racing              | Porsche RS Spyder           |
| 2007                          | GT1    | Oliver Gavin Olivier Beretta      | Corvette Racing            | Chevrolet Corvette C6.R     |
| 2007                          | GT2    | Mika Salo Jaime Melo              | Risi Competizione          | Ferrari F430 GT             |
|                               |        |                                   |                            |                             |
| 2008                          | LMP1   | Marco Werner Lucas Luhr           | Audi Sport North America   | Audi R10 TDI                |
| 2008                          | LMP2   | Scott Sharp David Brabham         | Highcroft Racing           | Acura ARX-01b               |
| 2008                          | GT1    | Johnny O’Connell Jan Magnussen    | Corvette Racing            | Chevrolet Corvette C6.R     |
| 2008                          | GT2    | Dominik Farnbacher Dirk Müller    | Tafel Racing               | Ferrari F430 GT             |
|                               |        |                                   |                            |                             |
| 2009                          | LMP1   | Gil de Ferran Simon Pagenaud      | de Ferran Motorsports      | Acura ARX-02a               |
| 2009                          | LMP2   | Adrián Fernández Luis Díaz        | Fernández Racing           | Acura ARX-01b               |
| 2009                          | GT1    | Oliver Gavin Olivier Beretta      | Corvette Racing            | Chevrolet Corvette C6.R     |
| 2009                          | GT2    | Patrick Long Jörg Bergmeister     | Flying Lizard Motorsports  | Porsche 997 GT3-RSR         |
|                               |        |                                   |                            |                             |
| 2010                          | LMP    | David Brabham Simon Pagenaud      | Highcroft Racing           | HPD ARX-01c                 |
| 2010                          | LMPC   | Elton Julian Gunnar Jeannette     | Green Earth Team Gunnar    | Oreca FLM09/Chevrolet       |
| 2010                          | GT     | Patrick Long Jörg Bergmeister     | Flying Lizard Motorsports  | Porsche 911 GT3-RSR         |
| 2010                          | GTC    | Juan González Butch Leitzinger    | Alex Job Racing            | Porsche 997 GT3 Cup         |
|                               |        |                                   |                            |                             |
| 2011                          | LMP1   | Klaus Graf Lucas Luhr             | Muscle Milk AMR            | Lola-Aston Martin LMP1      |
| 2011                          | LMP2   | Scott Tucker Christophe Bouchut   | Level 5 Motorsports        | HPD ARX-03b                 |
| 2011                          | LMPC   | Gunnar Jeannette Ricardo Gonzalez | CORE Autosport             | Oreca FLM09/Chevrolet       |
| 2011                          | GT     | Dirk Müller Joey Hand             | BMW Team RLL               | BMW M3 GT2                  |
| 2011                          | GTC    | Tim Pappas Jeroen Bleekemolen     | Black Swan Racing          | Porsche 997 GT3 Cup         |
|                               |        |                                   |                            |                             |
| 2012                          | LMP1   | Klaus Graf Lucas Luhr             | Muscle Milk Pickett Racing | HPD ARX-03a                 |
| 2012                          | LMP2   | Scott Tucker Christophe Bouchut   | Level 5 Motorsports        | HPD ARX-03b                 |
| 2012                          | LMPC   | Alex Popow Ryan Dalziel           | CORE Autosport             | Oreca FLM09/Chevrolet       |
| 2012                          | GT     | Oliver Gavin Tommy Milner         | Corvette Racing            | Chevrolet Corvette C6.R GT2 |
| 2012                          | GTC    | Peter LeSaffre Damien Faulkner    | Green Hornet Racing        | Porsche 997 GT3 Cup         |
|                               |        |                                   |                            |                             |
| 2013                          | LMP1   | Klaus Graf Lucas Luhr             | Muscle Milk Pickett Racing | HPD ARX-03a                 |
| 2013                          | LMP2   | Scott Sharp Guy Cosmo             | Extreme Speed Motorsports  | HPD ARX-03b                 |
| 2013                          | LMPC   | Jon Bennett Colin Braun           | CORE Autosport             | Oreca FLM09/Chevrolet       |
| 2013                          | GT     | Bill Auberlen Maxime Martin       | BMW Team RLL               | BMW Z4 GTE                  |
| 2013                          | GTC    | Sean Edwards Henrique Cisneros    | NGT Motorsport             | Porsche 997 GT3 Cup         |
| United SportsCar Championship |        |                                   |                            |                             |
| 2014                          | P      | Scott Pruett Memo Rojas           | Chip Ganassi Racing        | Riley / Ford EcoBoost       |
| 2014                          | GTLM   | Antonio Garcia Jan Magnussen      | Corvette Racing            | Chevrolet Corvette C7.R     |